# Bram Harmsma
Abraham Matthijs (Bram) Harmsma (19 juni 1987) is een Nederlands bestuurskundige, politicus en bestuurder. Hij is lid van de VVD. Sinds 15 januari 2025 is hij burgemeester van Zeewolde. 

## Maatschappelijke carrière
Harmsma studeerde bestuurskunde aan de Thorbecke Academie en de Universiteit Leiden. Na zijn studie was hij adviseur communicatie en public affairs. Vanaf 1 juni 2016 was hij junior regiomanager bij VNO-NCW Midden waar hij zich richtte op relatiemanagement, acquisitie en de verbinding met partners als MKB en ondernemersverenigingen in de Stedendriehoek en de provincie Utrecht. In 2022 werd hij docent bestuurskunde aan de NHL Stenden Hogeschool. Daarvoor was hij docent bestuurskunde bij NCOI.

## Politieke carrière
Harmsma was in 2010 oprichter van de JOVD in Friesland. Namens de VVD was hij van 2010 tot 2018 gemeenteraadslid van Steenwijkerland. Op 14 mei 2018 werd hij er namens de VVD wethouder. Hij kreeg het programma ‘Werk aan de winkel’, economie, grondbedrijf, recreatie & toerisme, sport, omgevingsvisie, incl. landinrichting, centrumontwikkeling/vestingstad/Steenwijkerdiep en toezicht & handhaving in zijn portefeuille en werd hij de derde locoburgemeester.
Op 19 mei 2022 werd Harmsma er opnieuw wethouder en derde locoburgemeester namens de VVD en kreeg hij gebiedsontwikkeling en ontsluiting Ossenzijl, ontsluiting Blokzijl, economie, landbouw, recreatie & toerisme, toezicht & handhaving, omgevingsvisie, sport, Steenwijkerdiep en binnenstad Steenwijk/Vestingstad in zijn portefeuille. Op 14 januari 2025 nam hij afscheid van Steenwijkerland.

## Burgemeester van Zeewolde
Op 7 november 2024 werd Harmsma door de gemeenteraad van Zeewolde aanbevolen als nieuwe burgemeester. Met ingang van 15 januari 2025 werd hij benoemd bij koninklijk besluit. Op die dag vonden ook de installatie en beëdiging plaats. Hij kreeg openbare orde & veiligheid, bestuurlijke coördinatie, integriteit & ondermijning, naturalisatie, APV, dienstverlening, BRP & burgerlijke stand, burgerschap, voorlichting, communicatie & representatie, personeel & organisatie, participatieverklaring, coördinatie vluchteling- & asielzaken, gelijke behandeling, rampenbestrijding, bezwaar & beroep, klachten, handhaving en regionale samenwerking (coördinatie) in zijn portefeuille.

## Privéleven
Harmsma is opgegroeid in Steenwijk. Tijdens zijn studie in Leeuwarden was hij lid van de studiegenootschap Trias Politica. Hij werd secretaris van de Tafelronde 93 Steenwijk. Samen met zijn vrouw kreeg hij twee dochters. In zijn vrije tijd gaat hij naar de sportschool. Hij liep al eens de marathon van Amsterdam.